# Henk Buis
Hendrik "Henk" Buis (Zwanenburg, Haarlemmermeer, Holanda del Nord) fou un ciclista neerlandès, especialista en el mig fons. Com amateur, va obtindre una medalla de bronze al Campionats del món de l'especialitat per darrere dels alemanys de l'est Georg Stoltze i Siegfried Wustrow.

## Palmarès en pista
- 1958
  -  Campió dels Països Baixos amateur en mig fons
- 1961
  -  Campió dels Països Baixos amateur en mig fons
- 1962
  -  Campió dels Països Baixos amateur en mig fons
- 1963
  -  Campió dels Països Baixos amateur en mig fons

## Palmarès en ruta
- 1959
  - Vencedor d'una etapa al Olympia's Tour